# Szenczy Sándor
Szenczy Sándor (Sajószentpéter, 1965. április 6. – Egyesült Államok, 2022. május 20.) baptista lelkész, misszionárius, a Baptista Szeretetszolgálat alapítója és 2020-ig elnöke.

## Életpályája
Munkáscsaládban született; gyermekkorában sokat olvasott. Tizennégy éves volt, amikor szülei elváltak, és elköltözött otthonról; ekkor az italozás és drogok felé fordult. Gépipari szakközépiskolába jelentkezett Vácra, ahova sakkeredményei miatt vették fel. Miután fegyelmi okok miatt kitették a kollégiumból, a Nyugati pályaudvaron lakott vasúti vagonokban. Érettségi után felvették a Dunaújvárosi Műszaki Főiskolára, de csak fél évig járt ide.
A sorkatonaság alatt tért meg Istenhez. A katonaság után Kápolnásnyéken dolgozott éjjeliőrként, ez idő alatt Szénási Sándor református lelkész fogadta be. Három évet végzett a református teológián, majd a baptista teológián fejezte be tanulmányait.
1993–1999 között a velencei Hajnalpír Baptista Gyülekezetben szolgált; ebben az időszakban kezdődött el az imaház építése. 1996-ban megalapította a Baptista Szeretetszolgálatot, amelynek közel tíz évig Velencén volt a központja. A szeretetszolgálat célja az volt, hogy Jézus Krisztus szeretetparancsának megfelelően segítsen a rászorulókon, és az egyik legnagyobb magyarországi segélyszervezetté vált. Elnöki tisztségét 2020-ig töltötte be, amikor betegsége miatt visszavonult.

## Családja
Felesége Szenczy Katalin konduktor, akivel 1990-ben házasodtak össze. Öt gyermekük van, három örökbefogadott, egy befogadott és egy vér szerinti.

## Elismerései
- 2007: Lánchíd-díj (Magyar Köztársaság Nemzetközi Kapcsolataiért elismerés)[4][17]
- 2009: Aphelandra-díj[18]
- 2013: Pro Communitate emlékérem[19]
- 2013: Velence díszpolgára[20]
- 2015: Magyar Arany Érdemkereszt polgári tagozat[21]
- 2021: Balogh Lajos-díj[22]

## Könyve
- A tiszteletes: Szenczy Sándorral beszélget Ferenczi Andrea. Budapest: Harmat. 2011.  ISBN 978-963-288-068-6